# ウクライナ人の名前
ウクライナ人の名前（ウクライナじんのなまえ）

## 概要
10世紀末以前のウクライナにおいて、古スラブ語圏に共通する名前は、もっとも一般的な名前であった。そのような名前は、語頭と語尾をあわせた二重構造を持っていた。『ルーシ年代記』によれば、典型的な語頭と語尾、そしてその意味は以下ほどのものであった。
| ヴォロディ～ | Володи～ | 支配   |
| ウセー～     | Все～    | 全     |
| ジト～       | Жито～   | 命・麦 |
| スヴャート～ | Свято～  | 聖     |
| トヴォルィ～ | Твори～  | 造     |
| ドブルィ～   | Добри～  | 善     |
| ボルィ～     | Бори～   | 守     |
| ムィロ～     | Миро～   | 世・和 |
| ムスティ～   | Мсти～   | 復習   |
| ヤロ～       | Яро～    | 豊・大 |
| リュボ～     | Любо～   | 愛     |
| ロスティ～   | Рости～  | 生育   |

| ～ヴォロド | ～волод | 支配   |
| ～ジール   | ～жир   | 肥     |
| ～スラーウ | ～слав  | 名誉   |
| ～ホースト | ～гост  | 歓待   |
| ～ポールク | ～полк  | 軍     |
| ～ムィール | ～мир   | 世・和 |
| ～モール   | ～мор   | 海     |
| ～リュブ   | ～люб   | 愛     |

語頭と語尾をあわせ、多様な意味をもつ名前をつくることができた。その数例は次の表に載せてある。
| ヴォロディームィル | Володимир | 世・和を支配する男               |
| ウセーヴォロド     | Всеволод  | 全てを支配する男                 |
| ジトムィール       | Житомир   | 麦の世をたもつ男、命の和をもつ男 |
| スヴャトスラーウ   | Святослав | 聖なる名誉をもつ男               |
| スヴャトポールク   | Святополк | 聖なる軍を率いる男               |
| ドブロホースト     | Доброгост | 善き歓待する男                   |
| ボルィムィール     | Боримир   | 世・和を守る男                   |
| ヤロスラーウ       | Ярослав   | 大いなる名誉をもつ男             |

| ドブロスラーヴァ | Доброслава | 善き名誉をもつ女 |
| ムィロスラーヴァ | Мирослава  | 和の名誉をもつ女 |
| リュボスラーヴァ | Любослава  | 愛の名誉をもつ女 |

また、古スラブ人は悪霊・病霊を払うために子供に否定的な意味を持つ名前を与えることもあった。この風習は19世紀初めまでにウクライナの農村部に残存されていた。そのような名前に以下ほどのものが含まれている。
| ヴーク     | Вук    | 狼   |
| クルィーヴ | Крив   | 曲男 |
| ネクラース | Некрас | 酷男 |
| マール     | Мал    | 小男 |

| クルィーヴァ | Крива   | 曲女 |
| ネクラーサ   | Некраса | 酷女 |
| ポハーンカ   | Поганка | 悪女 |
| マラー       | Мала    | 小女 |

キエフ大公国がキリスト教を受容すると、ウクライナの住民は伝統的なスラヴ系名前のほかに洗礼名を有するようになった。例えば、ヴォロディームイル聖公の伝統的な名前は「ヴォロディームイル」と、聖バシレオスにちなむ「ヴァスィーリ」の洗礼名という2つの名前をもっていた。また、彼の息子ヤロスラーヴ賢公も、伝統的な名前の「ヤロスラーヴ」で、聖ゲオルギウスにちなむ洗礼名の「ユーリイ」を有した。普段は、洗礼名が秘密の名前とされたので、公の場では伝統的な名前しか使用されなかった。10世紀から17世紀までに子供に両名を与える風習があったが、伝統的な名前は次第に廃れ、洗礼名だけが本人の名前をさすようになった。
さらに、ヘブライ語・ギリシア語・ラテン語から来た多くの名前はウクライナ語化し、ウクライナ人の好みにあわせて略語化された。本来の名前のウクライナ語化・略語化を示すのは以下の表である。
| 本来             | ウクライナ人の名前                               | ウクライナ語表記                |
| 男性の名前       | 男性の名前                                       | 男性の名前                      |
| ---------------- | ------------------------------------------------ | ------------------------------- |
| アレクサンドロス | オレクサンドル、サシュコー、レーシ               | Олександр, Сашко, Лесь          |
| クリメント       | クルィメーント、クルィーム                       | Климент, Клим                   |
| ゲオルギウス     | ユーリイ、ユルコー、フルィーツィ、フルィツィコー | Юрій, Юрко, Гриць, Грицько      |
| ミカエル         | ムィハーイロ、ムィシュコー                       | Михайло, Мишко                  |
| ニコラオス       | ムィコーラ、コーリャ                             | Микола, Коля                    |
| ヨハネ           | イヴァン、イヴァーンコ                           | Іван, Іванко                    |
| 女性の名前       |                                                  |                                 |
| アンナ           | ハーンナ、ハヌーシャ、ハーニャ                   | Ганна, Гануся, Ганя             |
| アレクサンドラ   | オレクサンドラ、レーシャ                         | Олександра, Леся                |
| カタリナ         | カテルィーナ、カトルーシャ、カーチャ、カルィーナ | Катерина, Катруся, Катя, Карина |
| マリア           | マリヤ、マリーチカ、マルーシャ                   | Марія, Марічка, Маруся          |

また、同じような名前は多数の呼び方が存在する。例えば、ザカルパッチャ州において「アンナ」という名前は70種類の呼び方で知られる。例えば、アンヌーシャ、アヌーシャ、アンヌシカ、アンホルカ、アンヌィーシコ、アンヌィーシチェ、アンヌーツァ、アンジャ、ハーニャ、ハニカ、ハニシコ、ハニチャ、ハニチューシャ、ンイージャ、ンイーツャ、オンイージャ、オヌーシャなどである。同所では「ニコラオス」の呼び方もたくさんある。例えば、ムィコラーウ、ムィコラーイ、ムィコラーイコ、ムィコラーイク、ムィコラーイツョ、ムィクーラ、ムィクールィク、ムィクーリツョ、ニコーラ、ニキツョー、コーツャ、コツョーなどである。
たまにそのような呼び方は別名として認識されることがある。例えば、現代のウクライナにおいて「アレクサンドラ」という女性名に由来する「オレクサンドラ」と「レーシャ」、または「アレクサンドロス」に由来する「オレクサンドル」と「レーシ」は別々の名前として捉えている。
10世紀から20世紀初めにかけては洗礼名を与える権限はキリスト教会にあった。人の名前は教会が奉る特定の聖人の記憶日に与えられ、その聖人はその人の守護聖人とされた。教会の暦ではイヴァン（ヨハネ）と名乗る聖人の記憶日は多かったことと、ウクライナ人が複雑な外国の名前を嫌っていたことから、ウクライナ人の間では「イヴァン」という名前はもっとも一般的となった。そのために、欧外でみられるような名前には多様性がなかったのである。例えば、4万人のウクライナ人の名前を記した1649年の『ザポロージャ・コサック軍登録名簿』によれば、17世紀のウクライナにおいて最も人気だった名前は、「イヴァン Іван」（聖ヨハネ、11%）であったことがわかる。さらに、「イヴァン」に続く人気の名前は「ヴァスィーリ Василь」（聖バシレオス、6％）であったという。『登録名簿』に見られるその他の名前は以下の通りである。
| 2－3％ フェーヂル Федір → 聖テオドルス ステパーン Степан → 聖ステファノ フルィーツィ Гриць → ゲオルギウス ムィハーイロ Михайло → ミカエル セメーン Симон → 聖シモン アンドリーイ Андрій → 聖アンデレ ヤーキウ Яків → 聖ヤコブ オレクシーイ Олексій → 聖アレクシウス フェシコー Фесько → 聖テオドシウス | 1％ ハヴルィーロ Гаврило → ガブリエル ダヌィーロ Данило → ダニエル フナート Гнат → 聖イグナティオス ロマーン Роман → 聖ロマン サーヴァ Сава → 聖サワ ドムィトロー Дмитро → 聖デメトリウス マクシム Максим → 聖マクシムス マルティーン Мартин → 聖マルティヌス |

家族が子供の名前を選ぶことができなかったことから、家族と教会の聖職者との繋がりが強かった。万が一、家族が聖職者と不和になったら、聖職者は生まれてくる子供に誰でも覚えられないほどのおかしくて難しい名前を与えることがあった。そのようなトラブルは、ウクライナ文学者のムィコーラ・ホーホリやイヴァン・ネチューイ・レヴィーツィクィイなどによる小説において滑稽に紹介されている。
ソ連時代になると、名前を与える権限が教会から奪われた。その結果、オレグ・イゴル・ヤロスラーヴ、ヴャチェスラーヴなどの古風な名前が復活した。一方、エミリ、ロベルト、アリビナ、エッラ、ジョヴァンアなどの西欧的な名前が入り、共産主義を思い起こすようなレヴォリューツィア（革命）、インターナショナル（国際労働者協会）、アバンガード（先陣）、イスクラ（火花）、マイ（五月）、インダストリー（産業）、エネルギー、エレクトロスタンツィヤ（発電所）、マルテン（平炉）、トラクターなどの奇妙な名前も出現した。 1930年代には後者の名前は廃れ、西洋的な名前は政治的な理由で用いられなくなった。
20世紀後半から現在に至るまで、ウクライナ人の間でもっとも人気のある男性の名前は、オレクサンドル Олександр、セルヒー Сергій、アンドリー Андрій、ヴォロディームィル Володимир、イーホル Ігорなどであり、もっとも人気のある女性の名前はオレーナ Олена、イルィーナ Ірина、スヴィトラーナ Світлана、テチヤーナ Тетяна、ナターリャ Наталя、マリヤ Маріяなどである。地域によって、長男・長女に祖父・祖母の名前、次男・次女に父・母の名前を与える習慣が存在する。

## 姓名の順
ウクライナ人の名前をフルネームで表記する時は、一般では「名・父称・姓」の順番だが、公式文書などでの順序は「姓・名・父称」となる。